# SWM
SWM, inicials de Speedy Working Motors, fou una empresa italiana fabricant de motocicletes, especialment de fora d'asfalt, amb seu a Palazzolo Milanese (frazione de Paderno Dugnano, prop de Milà). Fundada el 1971, l'empresa tingué activitat fins al 1984, en què va fer fallida. Després del tancament, un dels propietaris intentà continuar el negoci sota la marca SVM (Società Veicoli Milanese), però acabà tancant definitivament el 1987.
El 2014, l'enginyer Ampelio Macchi recuperà la històrica marca i endegà, amb el suport financer del grup xinès Shineray, un projecte de fabricació de les noves SWM a Biandronno, prop de Varese.

## Història
Fundada per Pietro Sironi i Fausto Vergani, SWM va néixer amb la intenció de competir amb les millors motocicletes de fora d'asfalt del seu temps. Les seves motos muntaven components dels millors fabricants, com feia per exemple aleshores KTM; totes duien motors monocilíndrics de dos temps originaris de diversos productors europeus, com ara Sachs, Minarelli i Rotax, tot i que amb modificacions tècniques especials demanades per l'empresa.
Ja des de la seva fundació, SWM obtingué bons resultats a les competicions, inicialment en enduro i motocròs i, més tard, en trial. Diversos pilots oficials de la marca guanyaren campionats nacionals i d'Europa d'enduro i contribuïren als reiterats triomfs de la selecció italiana als Sis Dies Internacionals fins a començaments de la dècada del 1980. El 1981, gràcies a Gilles Burgat, SWM esdevingué la primera marca no catalana a guanyar el mundial de trial.
Pel que fa a Catalunya, SWM hi començà a tenir una forta presència a partir de 1979, quan els antics pilots de Bultaco Narcís Casas i Josep Maria Pibernat, copropietaris de la botiga de motocicletes "Gas Gas" a Salt, van començar a importar les seves motos en quedar-se sense existències quan Bultaco entrà en crisi. Casas i Pibernat esdevingueren de seguida representants de SWM per a tot l'estat espanyol i, durant anys, varen mantenir-hi equips oficials per a participar en els diversos campionats estatals.

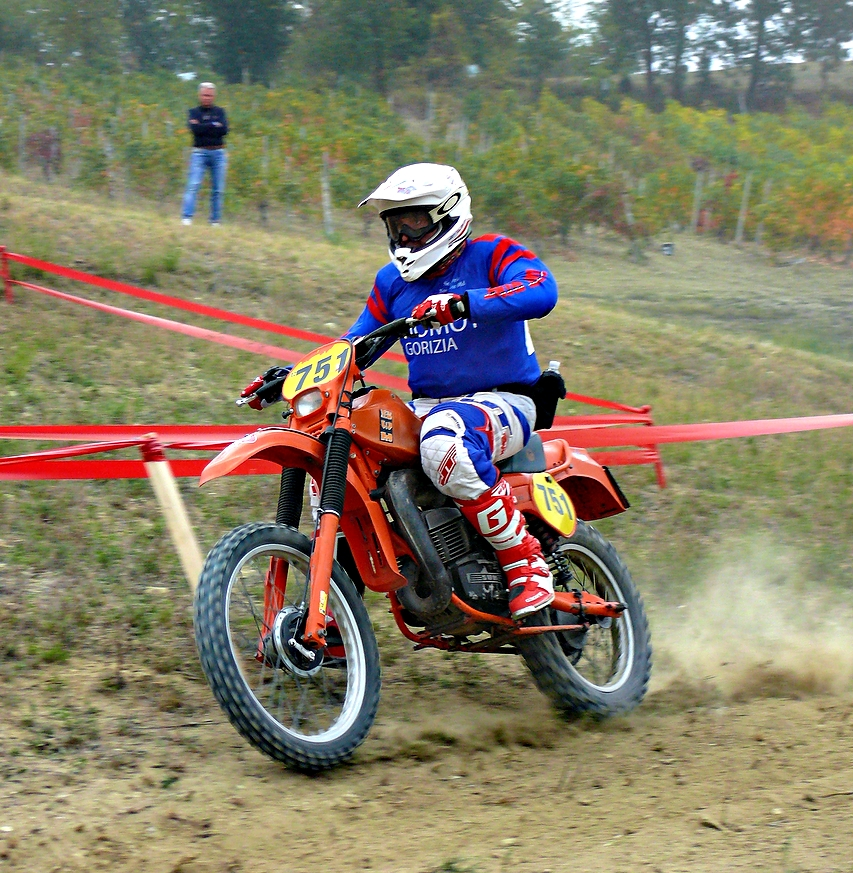
Una SWM RS 125 GS TF1 de 1981, en un enduro "vintage" el 2017

Un seguit de crisis mercantils i sindicals feren entrar SWM en dificultats financeres. El 1984, l'empresa va fer fallida i signà el concordato preventivo, un procediment legal per a evitar-ne el tancament. El 1985, Pietro Sironi, tot provant de salvar el que pogués de l'empresa, mirà de continuar el negoci sota la marca SVM, acrònim de Società Veicoli Milanese, però l'operació va ser de curta durada: el 1987, SVM va tancar definitivament les portes.

### Seqüeles
Quan SWM va entrar en procés de liquidació, l'empresa anglesa Armstrong va comprar els drets del seu model SWM XN Tornado, una moto de tipus trail amb motor Rotax de 350 o 506 cc. Juntament amb CCM, Armstrong en va desenvolupar i comercialitzar una versió militar, l'Armstrong MT500, la qual va tenir tant d'èxit que Harley-Davidson en va comprar els drets de fabricació el 1986 i va desenvolupar la moto com a MT350E.
Hi ha una marca de motocicletes catalana que té el seu origen en la desapareguda SWM: Gas Gas. Quan el fabricant italià plegà, els importadors de la marca a l'estat espanyol, Narcís Casas i Josep Maria Pibernat, intentaren sense èxit recuperar el nom SWM. En no aconseguir-ho varen optar per donar el nom del seu establiment comercial de Salt, "Gas Gas", al seu primer prototip de trial. Aquella primera Gas Gas de 1984 es basava en la SWM Guanaco, simplement optimitzada i posada al dia. La Gas Gas Halley de 1985, però, ja no tenia gaire a veure amb aquella i era una moto feta partint de zero.
Encara actualment, nombrosos afeccionats al trial clàssic fan servir antigues SWM en proves de motos clàssiques al Regne Unit. Els recanvis dels motors Rotax són encara disponibles i molts dels altres recanvis que es van deixar de fabricar, com ara els plàstics Acerbis (parafangs, dipòsits i tapes de filtre) els produeixen i distribueixen empreses especialitzades, entre elles MotoSWM al Regne Unit i MidWest SWM als Estats Units. Les antigues SWM són també molt habituals en proves d'enduro "vintage", com ara la Cavalcata SWM (dedicada especialment a aquesta marca) i en campionats d'enduro per a motos clàssiques, com ara el Campionat d'Itàlia de Regolarità Epoca.

## Competició

### Enduro
SWM es va donar a conèixer inicialment per les seves competitives motocicletes d'enduro. Al llarg dels anys, els seus models RS GS (i les darreres versions TF), en cilindrades de 125, 175, 250, 280, 350, 370, 440 i 506 cc, dominaren les competicions d'aquesta modalitat, començant a Itàlia i després pertot el món.
Ja a partir del 1973, la marca va començar a guanyar Campionats d'Itàlia d'enduro i a obtenir victòries en proves tan destacades com la Valli Bergamasche, una prova que SWM va anar guanyant sovint en diverses cilindrades fins al 1980. Al mateix temps, les seleccions italianes als Sis Dies Internacionals d'Enduro (ISDE), formades majoritàriament per pilots de SWM, iniciaren una etapa d'èxits en aquesta competició (la més prestigiosa dins la modalitat de l'enduro).
El 1975, Itàlia va guanyar el Vas d'argent als ISDE (aleshores anomenats ISDT, International Six Days Trial) amb un equip format íntegrament per pilots de la marca: Gualtiero Brissoni i Pierluigi Rottigni amb les SWM 125 i Pietro Gagni i Attilio Petrogalli amb les SWM 100. Del 1979 al 1981, Itàlia va guanyar el Trofeu als ISDE ininterrompudament amb equips la meitat dels membres dels quals pilotaven una SWM (aquests varen ser, en total, Gualtiero Brissoni, Guglielmo Andreini, Franco Gualdi, Andrea Marinoni, Luigi Medardo i Gianangelo Croci).
SWM va guanyar vuit Campionats d'Europa d'enduro entre el 1978 i el 1980. Aquesta n'és la llista:
- 1978: Gualtiero Brissoni (250cc)
- 1979: Gualtiero Brissoni (125cc), Andrea Marinoni (175cc), Franco Gualdi (250cc), Guglielmo Andreini (500cc)
- 1980: Gualtiero Brissoni (125cc), Andrea Marinoni (250cc), Guglielmo Andreini (500cc)

A l'estat espanyol, l'equip oficial de SWM que hi mantenien els importadors de la marca Narcís Casas i Josep Maria Pibernat, format pel mateix Pibernat, Joan Riudalbàs, Josep Piella i Ferran Gil entre d'altres, va destacar al Campionat d'Espanya d'enduro. Dos d'ells van aconseguir-hi el títol a la cilindrada dels 125cc: Joan Riudalbàs el 1980 i Josep Piella el 1981.

### Motocròs
Els models de motocròs de SWM, anomenats RS MC, eren pràcticament idèntics als d'enduro, només que sense tots els elements superflus per a la pràctica d'aquesta altra modalitat (com ara l'enllumenat, suports de matrícula, silenciador efectiu i altres components) i amb un motor més àgil, amb una relació de compressió i de canvi diferents i un règim de funcionament més "punxegut".
Pilots com ara Dario Nani i Gualtiero Brissoni van competir amb èxit amb les SWM RS 125 MC a la darrera edició de la Copa d'Europa i la primera del mundial de 125cc, les temporades de 1974 i 1975. Més tard, entre el 1979 i el 1981, el belga Jean-Claude Laquaye (provinent de Bultaco) va pilotar per a SWM al mundial de 250cc. El seu millor resultat fou el sisè lloc final a la temporada de 1980.
La marca italiana va guanyar també el Campionat d'Itàlia de motocròs en cilindrades superiors, com ara el de 500cc la temporada de 1979 amb Guglielmo Andreini.
A Catalunya, Jordi Elías fou el primer a pilotar una SWM al Campionat d'Espanya de motocròs, la temporada de 1980. Albert Ribó, provinent de Montesa, el substituí l'any següent i un any més tard, la temporada de 1982, fou subcampió d'Espanya de 500cc amb la moto italiana.

### Trial

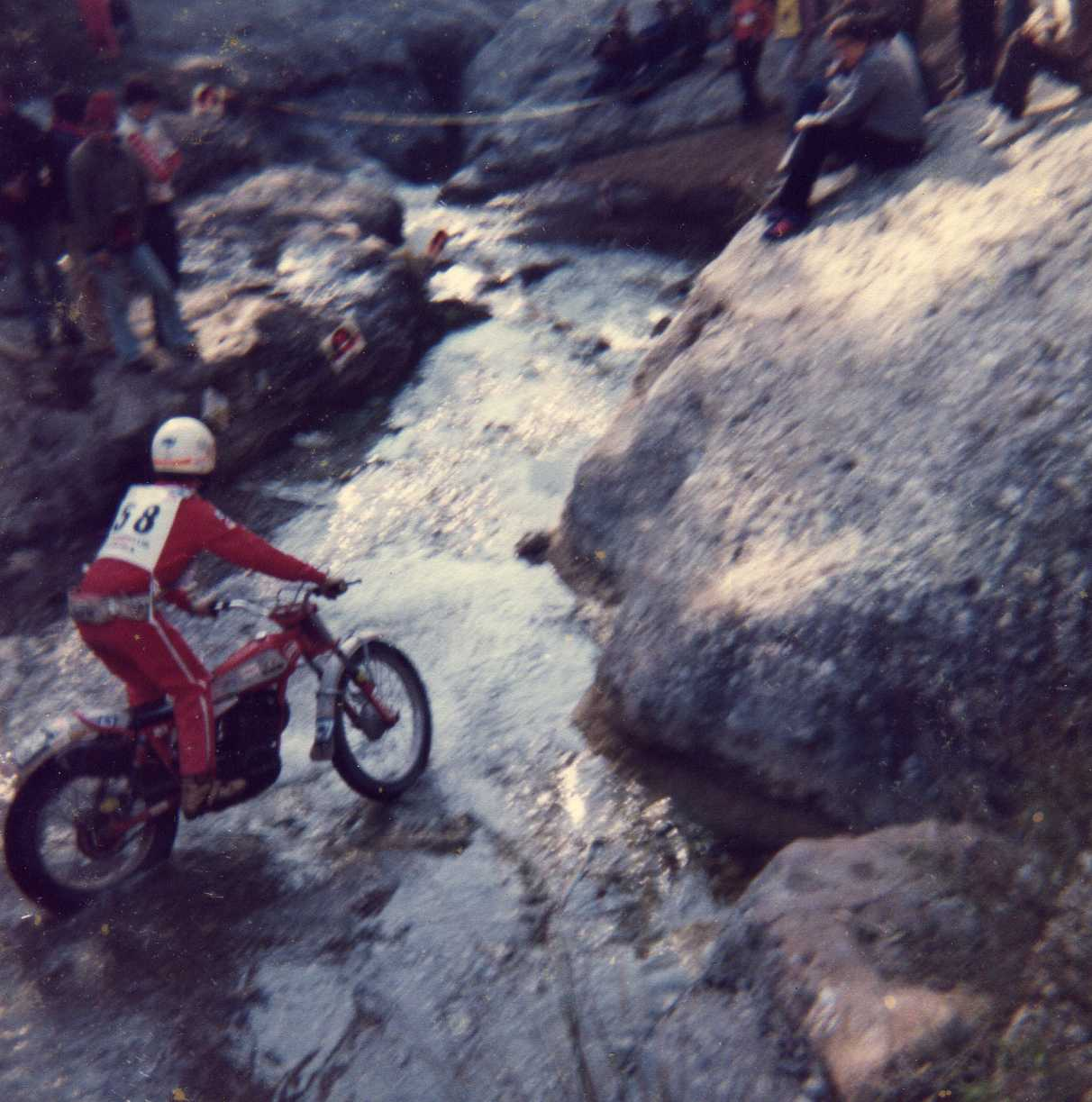
Charles Coutard amb la SWM TL320 Guanaco al Trial de Sant Llorenç de

A mitjan 1977, mentre ja triomfava en competicions d'enduro i disposava també d'una bona motocicleta de motocròs, SWM decidí d'entrar amb força al mercat del trial i començà a treballar en un prototip, amb Giovanni Tosco de pilot provador. Aleshores, l'empresa contactà amb Sammy Miller per tal d'aprofitar els seus coneixements i experiència, de manera que, cap a finals d'aquell any, l'irlandès feu d'assessor durant el desenvolupament del primer model de trial de la marca, la TL 320 Guanaco. La moto es posà en producció a començaments de l'any següent al costat d'un model destinat als més joves, la TL 125. De cara a aquella temporada, 1978, SWM bastí un competitiu equip oficial amb Charles Coutard i John Reynolds com a principals fitxatges, i aviat la nova Guanaco resultà prou efectiva.
Equipada amb un motor Rotax de dos temps i 320 cc, la primera SWM TL era força lleugera i aportava una estètica molt bella, combinant els colors vermell i blanc. Les motllures de plàstic eren Acerbis i la suspensió, Marzocchi. A finals de 1979 se'n va canviar la decoració, ara en groc i negre, i el 1980 se li van canviar les suspensions per amortidors Girling Gas al darrere i forquilles Betor al davant.
A Catalunya, el primer a pilotar una d'aquestes noves Guanaco fou el mataroní Francesc "Quico" Payà, qui ho feu al campionat estatal de 1979, essent així el primer català a competir en trial amb una moto no catalana. Temps a venir, Payà esdevindria importador per a tot l'estat de les SWM de trial. Altres catalans a competir amb SWM varen ser Boni Geebelen i Marcel·lí Corchs.
El 1981, tres anys després del llançament de la primera Guanaco, SWM guanyà el seu únic campionat mundial amb el francès Gilles Burgat, esdevenint el primer fabricant italià a fer-ho. Aquell mateix any, Burgat havia guanyat també els Sis Dies d'Escòcia amb la moto italiana i l'any següent, 1982, SWM repetí aquest èxit amb Bernie Schreiber. Un altre pilot de renom procedent de Bultaco que passà a SWM arran de la crisi de la marca catalana fou Martin Lampkin. L'anglès guanyà amb SWM el Campionat britànic de trial de 1980 i l'Scott Trial de 1982. Al llarg de la seva història, SWM va guanyar nombrosos campionats estatals de trial arreu del món. A banda dels ja esmentats, pilots de la talla de Thierry Michaud, Donato Miglio, Danilo Galeazzi, Bernard Cordonnier i John Lampkin van pilotar les motos italianes en un moment o altre de la seva carrera.
El 1982, SWM va produir el model 240 amb xassís blau, en reconeixement del patrocini per part de Pernod de l'equip de trial de la marca. El 1983, tots els models de trial de SWM duien basculants d'aliatge; aquell any es va llançar el model TL350 Jumbo, amb un nou motor de vàlvula de làmines i un nou bastidor, tot i que amb els mateixos colors groc i blau.
El 1984, els models 125 i 320 van adoptar el nou xassís. Ben aviat, però, l'empresa va aturar la seva activitat.

## Nova empresa
Pels volts del 2014, l'enginyer Ampelio Macchi (amb experiència a Cagiva, Aprilia i Husqvarna) impulsà el ressorgiment de la marca SWM. Al Saló EICMA de Milà d'aquell any es presentaren sis nous models de la històrica marca. El finançament de l'empresa prové de la Xina, a través de l'entitat Shineray Group. SWM continuarà fabricant a Itàlia, concretament a Biandronno, a l'antiga fàbrica de Husqvarna que KTM tancà en adquirir aquest fabricant.
Justament alguns dels motors de les noves SWM havien de ser adquirits a l'antiga Husqvarna (uns motors que foren substituïts per altres de KTM després de l'adquisició de la marca sueca per Peirer).